# Рамі Гершон
Рамі Гершон (івр. רמי גרשון, нар. 12 серпня 1988, Рішон-ле-Ціон) — ізраїльський футболіст, захисник клубу «Гент» та національної збірної Ізраїлю.

## Клубна кар'єра
Народився 12 серпня 1988 року в місті Рішон-ле-Ціон. Вихованець футбольної школи клубу «Хапоель» (Рішон-ле-Ціон). Дорослу футбольну кар'єру розпочав 2008 року в основній команді того ж клубу, в якій провів один сезон, взявши участь у 36 матчах чемпіонату. 
6 липня 2009 року на правах оренди перейшов у бельгійський «Стандард» (Льєж), де провів один сезон, після чого льєзький клуб викупив контракт гравця і відразу віддав його в оренду в «Кортрейк», а згодом також на правах оренди грав за шотландський «Селтік».
У сезоні 2013/14 виступав за клуб «Васланд-Беверен».
До складу клубу «Гент» приєднався влітку 2014 року. Відтоді встиг відіграти за команду з Гента 60 матчів в національному чемпіонаті.

## Виступи за збірні
Протягом 2008–2010 років залучався до складу молодіжної збірної Ізраїлю. На молодіжному рівні зіграв у 10 офіційних матчах.
12 жовтня 2010 року дебютував в офіційних матчах у складі національної збірної Ізраїлю. Наразі провів у формі головної команди країни 24 матчі, забивши 2 голи.

## Титули і досягнення
- Чемпіон Шотландії (1):

«Селтік»:  2012-13
- Володар Кубка Шотландії (1):

«Селтік»:  2012-13
- Чемпіон Бельгії (1):

«Гент»:  2014-15
- Володар Суперкубка Бельгії (1):

«Гент»:  2015
- Чемпіон Ізраїлю (3):

«Маккабі» (Хайфа): 2020-21, 2021-22, 2022-23
- Володар Суперкубка Ізраїлю (2):

«Маккабі» (Хайфа): 2021, 2023
- Володар Кубка Тото (1):

«Маккабі» (Хайфа): 2021